# Il cowboy e la ballerina
Il cowboy e la ballerina (The Cowboy and the Ballerina) è un film per la televisione del 1984 diretto da Jerry Jameson.
È un film romantico a sfondo western statunitense con Lee Majors e Leslie Wing.

## Produzione
Il film, diretto da Jerry Jameson su una sceneggiatura di Denne Bart Petitclerc, fu prodotto da Neil T. Maffeo per la Cowboy Productions. Lee Majors figura come produttore esecutivo.

## Distribuzione
Il film fu trasmesso negli Stati Uniti il 23 ottobre 1984 con il titolo The Cowboy and the Ballerina sulla rete televisiva CBS. È stato distribuito anche in Grecia con il titolo 'O cowboy kai i ballarina e in Italia con il titolo Il cowboy e la ballerina.